# Uzunyazı, Kozluk
Uzunyazı là một xã thuộc huyện Kozluk, tỉnh Batman, Thổ Nhĩ Kỳ. Dân số thời điểm năm 2011 là 517 người.